# Jahnshorn
Jahnshorn ist eine zur Gemeinde Niederfrohna gehörige Siedlung im Landkreis Zwickau (Freistaat Sachsen).

## Geografie

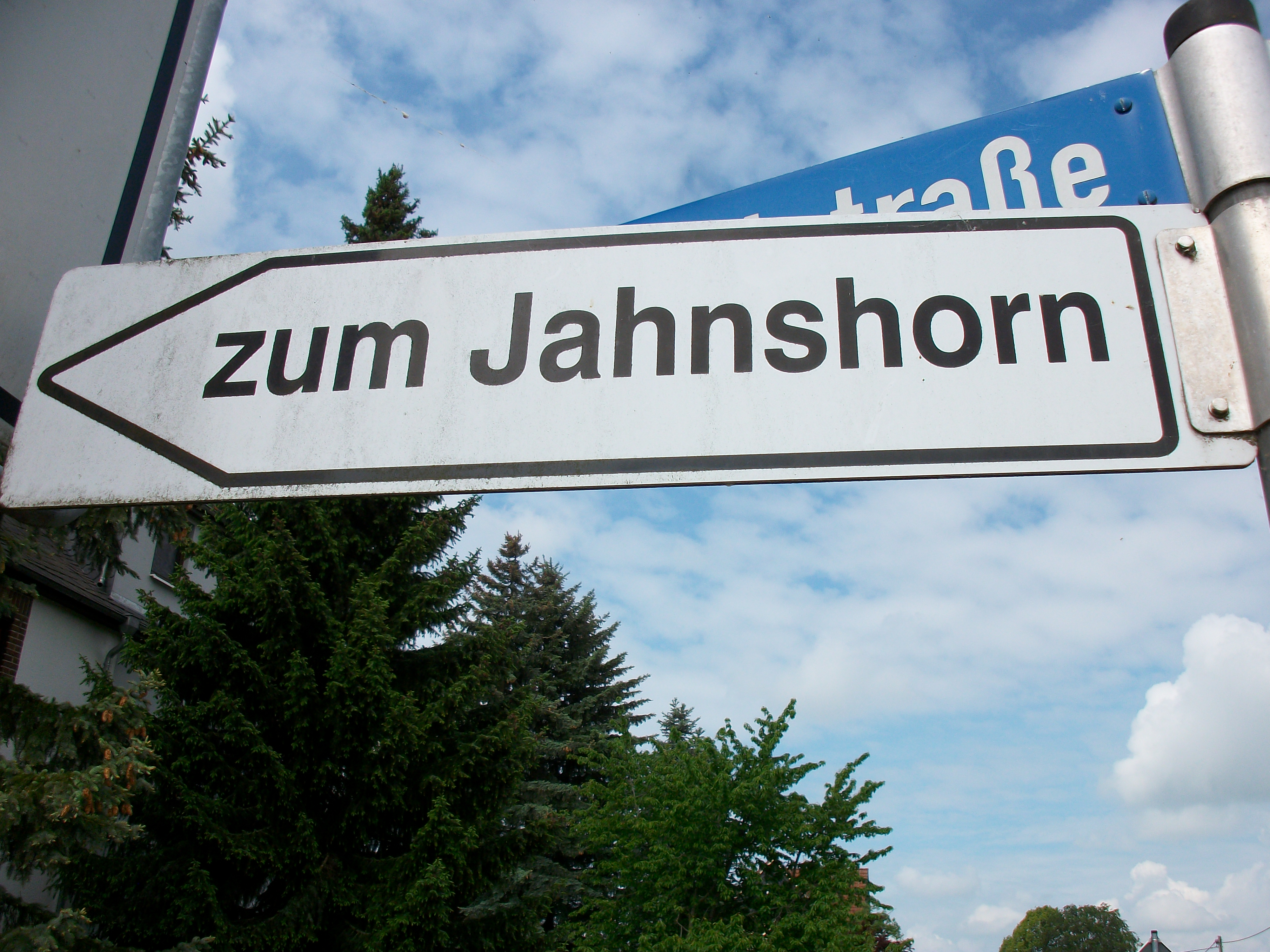
Jahnshorn, Wegweiser

Jahnshorn liegt in der zentralen Flur von Niederfrohna am Südufer des Frohnbachs. Der Straßenzug und das angrenzende Waldstück tragen die Bezeichnung „Jahnshorn“.

## Geschichte

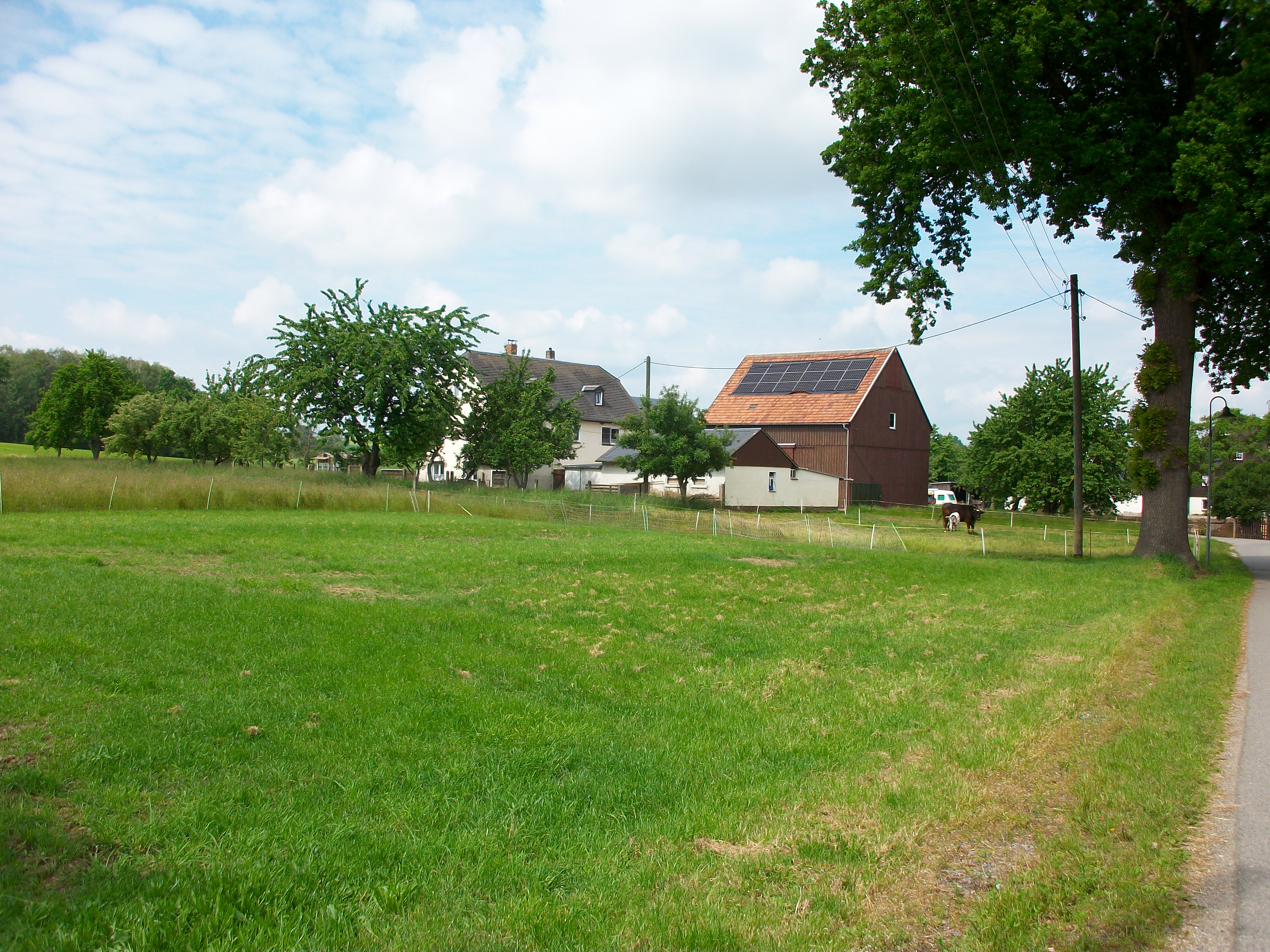
Häuser in Jahnshorn

Die Siedlung Jahnshorn in der Niederfrohnaer Flur wurde im Jahr 1552 als „Ganßhorn“ erwähnt. Sie wurde im Jahr 1791 gemeinsam mit dem heutigen Uhlsdorfer Ortsteil Mühlwiese als Zubehör des Ritterguts Kaufungen in der Herrschaft Wolkenburg genannt. Jahnshorn gehörte im Gegensatz zu Niederfrohna nicht zum Amt Chemnitz, sondern als Exklave zur Herrschaft Wolkenburg, welche wiederum durch die Schönburgischen Herrschaften von dem zugehörigen kursächsischen Amt Borna, territorial getrennt war. Jahnshorn war somit der südlichste Ort des Amts Borna. Kirchlich war Jahnshorn bis 1858 nach Kaufungen gepfarrt, seitdem nach Niederfrohna.
Im Jahr 1851 kam Jahnshorn als Teil der Herrschaft Wolkenburg an das königlich-sächsische Gericht Limbach und im Jahr 1856 als einziger Ort der Herrschaft Wolkenburg gemeinsam mit Niederfrohna zum Gerichtsamt Limbach, das im Jahr 1875 in der Amtshauptmannschaft Chemnitz aufging. Im 19. Jahrhundert prägte sich in Jahnshorn neben der Landwirtschaft die Textilindustrie heraus.
Durch die zweite Kreisreform in der DDR kam Jahnshorn als Ortsteil der Gemeinde Niederfrohna im Jahr 1952 zum Kreis Chemnitz-Land im Bezirk Chemnitz (1953 in Kreis Karl-Marx-Stadt-Land und Bezirk Karl-Marx-Stadt umbenannt), der ab 1990 als sächsischer Landkreis Chemnitz fortgeführt wurde. Bei dessen Auflösung kam Jahnshorn als Ortsteil der Gemeinde Niederfrohna im Jahr 1994 zum Landkreis Chemnitzer Land, der 2008 im Landkreis Zwickau aufging.